# Panamerički kup u dvoranskom hokeju 2004.
2. Panamerički kup u dvoranskom hokeju  se održao 2004. godine.
Krovna međunarodna organizacija pod kojom se održalo ovo natjecanje je bila Panamerička hokejska federacija.

## Mjesto i vrijeme održavanja
Održao se u Venezueli-u, u Valenciji od 21. do 24. srpnja 2004.

## Natjecateljski sustav
Natjecanje se odvijalo u dva dijela. Prvi je bio po jednostrukom ligaškom sustavu. 

Za pobjedu se dobivalo 3 boda, za neriješeno bod, a za poraz ništa. Poredak na svršetku ligaškog dijela natjecanja je bio i konačnim poredkom.
U drugom dijelu se doigravalo za odličja.
Prvi i drugi na ljestvici su doigravali za zlatno odličje, a treći i četvrti za brončano odličje.

## Završni poredak
| Mj. | Momčad    |
| --- | --------- |
| 1.  | Kuba      |
| 2.  | SAD       |
| 3.  | Venezuela |
| 4.  | Peru      |

| Osvajači Panameričkog kupa 2004. |
| -------------------------------- |
| Kuba Prvi naslov                 |

## Vanjske poveznice
- (engl.) Panamerička hokejska federacija